# Geometra ovalis
Geometra ovalis är en fjärilsart som beskrevs av Sterneck 1927. Geometra ovalis ingår i släktet Geometra och familjen mätare. Inga underarter finns listade i Catalogue of Life.